# Herbert Fischer (generał)
Herbert Fischer (ur. 12 października 1882 w Stuttgarcie, zm. 23 października 1939 w Berlinie) – niemiecki oficer Wehrmachtu w stopniu General der Infanterie.

## Życiorys
22 marca 1901 roku dołączył, w stopniu podporucznika (niem. Leutnant), do Grenadier-Regiment „Königin Olga” (1. Württembergisches) Nr. 119. Jako adiutant batalionu, 16 czerwca 1910 roku został awansowany do stopnia porucznika (niem. Oberleutant). Jesienią 1912 został mianowany adiutantem pułku. Gdy wybuchła I wojna światowa wstąpił do armii tureckiej, gdzie 8 października 1914, roku został awansowany na kapitana (niem. Hauptmann) i w takim stopniu służył całą wojnę. W jej trakcie otrzymał Żelazny Krzyż i wiele innych odznaczeń. Po wojnie przez pewien czas pracował w niemieckim Ministerstwie Obrony (Reichswehrministerium). W 1921 roku został mianowany dowódcą kompanii w 6 Pułku Piechoty. 1 kwietnia 1923 roku został awansowany na majora (niem. Major), a 1 stycznia 1924 roku powrócił do Reichswehrministerium. 1 lutego 1928 roku mianowano go dowódcą 1 batalionu 17 pułku piechoty w Brunszwiku, gdzie 1 października 1929 roku został awansowany na podpułkownika (Oberstleutnant ), zaś 1 kwietnia 1930 został przeniesiony do sztabu pułku. 1 listopada tego samego roku ponownie powrócił do Reichswehrministerium. 1 kwietnia 1931 roku otrzymał stopień pułkownika (niem. Oberst). 1 kwietnia 1933 roku został attaché wojskowym ambasady niemieckiej we Włoszech. Awans na generała majora (niem. Generalmajor) otrzymał 1 kwietnia 1934, 1 grudnia następnego roku został generałem porucznikiem (niem. Generalleutnant). Jesienią 1935 r. Został odwołany z Włoch i wrócił do Rzeszy. Od 6 października 1936 do 20 kwietnia 1937 dowodził 31 Dywizją Piechoty. Wkrótce potem, 31 października 1937 przeszedł na emeryturę w stopniu generała piechoty (niem. General der Infanterie). Zmarł wkrótce po wybuchu II wojny światowej.

## Odznaczenia
Odznaczenia gen. Fischera to między innymi:
- Krzyż Żelazny I klasy
- Krzyż Żelazny II klasy
- Kawaler I klasy Orderu Alberta z mieczami (Saksonia)
- Kawaler Orderu Zasługi Wojskowej (Wirtembergia)
- Kawaler I klasy Orderu Fryderyka z mieczami (Wirtembergia)
- Krzyż Zasługi Wojennej II klasy (Brunszwik)
- Krzyż Fryderyka Augusta I klasy (Oldenburg)
- Krzyż Hanzeatycki Lubecki (Lubeka)
- Krzyż Zasługi Wojskowej III klasy z dekoracją wojenną (Austro-Węgry)
- Srebrny Medal Imtiyaz z mieczami (Imperium Osmańskie)
- Order Medżydów III klasy z mieczami (Imperium Osmańskie)
- Srebrny Medal Liakat z mieczami (Imperium Osmańskie)
- Medal Wojenny (Imperium Osmańskie)